# Локалитет на потесу Латкавица
Локалитет на потесу Латкавица налази се у месту Горње Добрево, општина Косово Поље, на земљишту које је приватно власништво, између железничке пруге Косово Поље – Скопље, пута Косово Поље – Пећ и исушеног корита Грачанке. Пошто је у непосредној близини античке Улпијане, претпоставља се да би овде могла бити римска станица Viciano на античком путу Ниш — Љеш.

## Покретни археолошки материјал
На овом подручју откривени су бројни налази керамичких посуда, кућни леп и камених блокова. Предмети се датују у рано бронзано доба и припадају Медијана групи. Такође је откривен већи број предмета који припада античком периоду.